# بلک لاگون
بلک لاگون (به ژاپنی: ブラックラグーン Burakku Ragūn؛ به انگلیسی: Black Lagoon) یک مجموعه مانگای ژاپنی است که توسط ری هیروئه نوشته و طراحی شده‌است. از این مانگا تاکنون دو مجموعه تلویزیونی انیمه توسط استودیوی مدهاوس تهیه شده‌است. یک مجموعه اووی‌ای پنج قسمتی نیز با عنوان رد خون روبرتا از ژوئیه ۲۰۱۰ تا ژوئن ۲۰۱۱ پخش شد.
داستان این انیمه دربارهٔ کارمندی ژاپنی به نام روکورو اکاجیما (به انگلیسی Rokuro Okajima) به‌طور خلاصه راک است که بعد از گروگان‌گرفته‌شدن توسط گروه کمپانی لاگون، به زندگی کسالت آور کارمندی در توکیو بازنمی‌گردد؛ بلکه به گروه دزدان دریایی می‌پیوندد و زندگی با خلافکاران و مافیا را تجربه می‌کند. او در میانه راه بین تاریکی و روشنایی ایستاده و در عین حال که سعی می‌کند از ماجراها جان سالم به در برد، در راه خیر و حقیقت تلاش می‌کند.
عمده داستان در حوالی شهری خیالی به نام رواناپور در جنوب شرقی تایلند نزدیکی مرز کامبوج در دهه ۹۰ اتفاق می‌افتد.